# Badersee
Der Badersee ist ein kleiner Bergsee in der Gemeinde Grainau bei Garmisch-Partenkirchen.
Seinen Namen erhielt der See von seinen ehemaligen Besitzern, der Familie Bader aus Grainau. Am See liegt der gleichnamige Ort. 
Der See ist 12.810 Quadratmeter groß, 177 Meter lang, 131 Meter breit und hat einen Umfang von 580 Meter. Die mittlere Wassertiefe liegt im Westteil des Sees bei 2–3 Metern, im Ostteil bei 5–6 Metern. Die maximale Tiefe beträgt 18 Meter, diese befindet sich in der Senke zwischen der Insel und dem Südufer. Der smaragdgrüne, klare See ist ständig eisfrei, da er unterirdisch durch Grundwasserquellen gespeist wird. Er hat oberirdisch keinen Zu- und Abfluss.
Im See, westlich der Insel, befindet sich auf einem Felsblock in rund 5 Metern Tiefe eine lebensgroße Skulptur einer Nixe. Das Kunstobjekt wurde Mitte des 19. Jahrhunderts da angebracht und kann vom Boot aus gut betrachtet werden. Die Skulptur trug wesentlich zur Bekanntheit des Sees bei. Sie trägt angeblich die Züge von Lola Montez, der legendären Tänzerin und Geliebten von König Ludwig I. von Bayern.

## Entstehung
Der See ist, ähnlich wie der Eibsee, entstanden, als sich ein Teil des Zugspitzmassivs löste und einen Krater verursachte, der sich dann mit Grundwasser füllte. Die Morphologie vom See und seiner Umgebung wird daher auch durch Bergsturzblöcke dominiert. Der größte Block bildet im Ostteil des Sees eine kleine, bewachsene Insel.

## Freizeit und Umgebung
1871 erwarb der bayrische Benefizienrat Glonn den See und errichtete an seinem Ufer ein noch heute bestehendes Hotel. Der See, der sich im Privatbesitz der früheren Hoteleigentümer befindet, kann mit Booten befahren werden. Von hier bietet sich eine Aussicht auf die Zugspitze und den Waxenstein. Dem Hotel angeschlossen ist die Akademie der bayerischen Genossenschaften. Eigentümer ist der Genossenschaftsverband Bayern e. V. in München.